# Салонта
Салонта (рум. Salonta, мађ. Nagyszalonta) град је у Румунији. Он се налази у крајње западном делу земље, близу границе са Мађарском. Салонта је други по важности град округа Бихор.
Салонта је према последњем попису из 2002. године имала 18.074 становника.

## Географија
Град Салонта налази се у јужном делу историјске покрајине Кришане, око 40 km јужно до Орадее.
Салонта се налази у крајње источном делу Панонске низије, близу тока реке Кереш.

## Становништво
У односу на попис из 2002., број становника на попису из 2011. се смањио.
| 1966.  | 1977.  | 1992.  | 2002.  | 2011.  |
| ------ | ------ | ------ | ------ | ------ |
| 17.754 | 19.746 | 20.660 | 20.006 | 17.735 |

Мађари чине већину градског становништва Салонте (57%), а присутни су и Румуни (40%) и Роми (2%). Мађари су почетком 20. века чинили готово целокупно градско становништво. До средине 20. века у граду су били бројни и Јевреји.

## Галерија
- Калвинистичка црква
- Православна црква
- Етно кућа